# Dubbelhuis

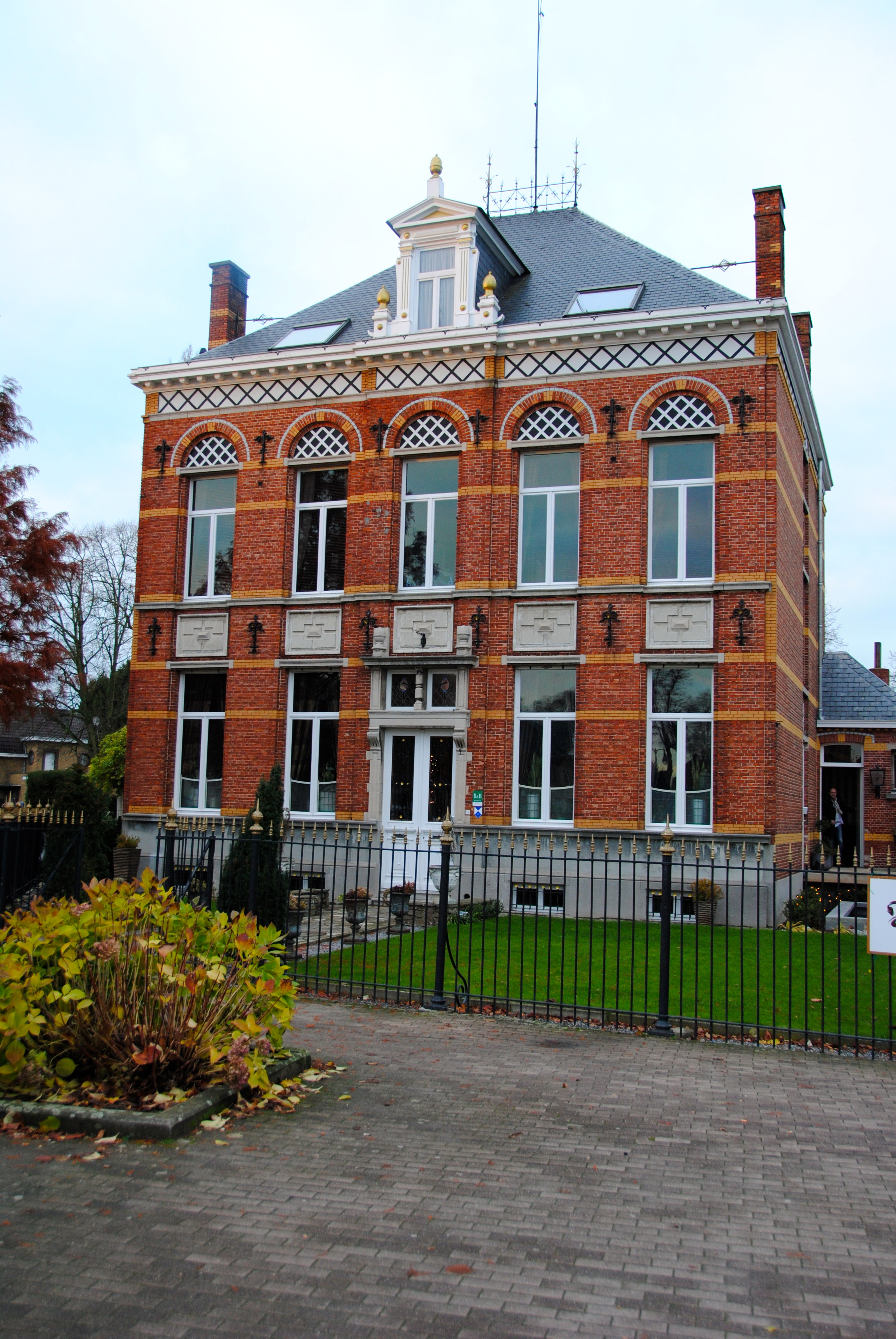
Een dubbelhuis

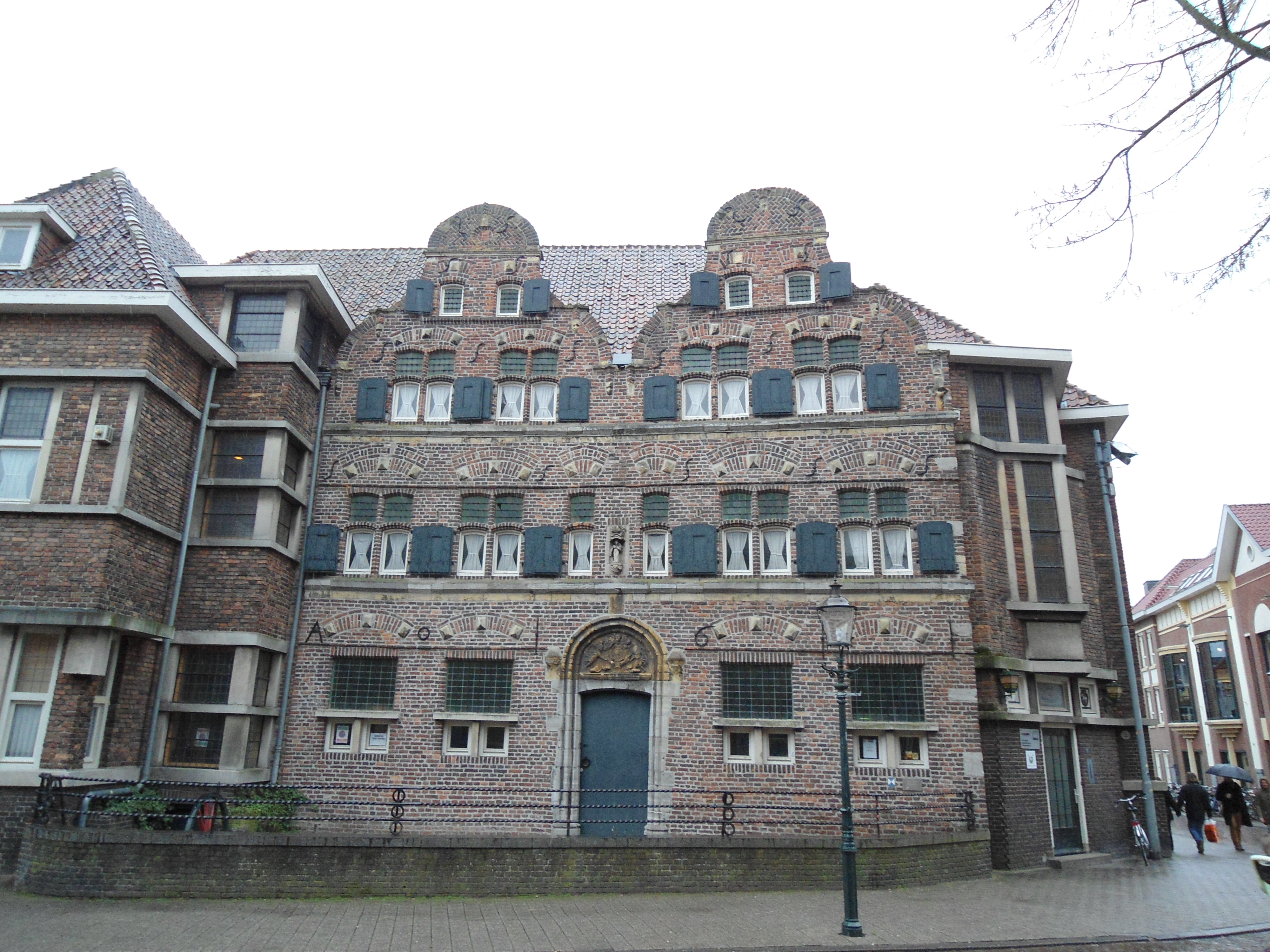
Dubbelhuis met topgevels aan de straatzijde

Een dubbelhuis is een huis waarbij de ordonnantie van de aan de straatzijde gelegen gevel symmetrisch is. De deur bevindt zich in het midden en de ramen (soms ook de kamers) zijn er symmetrisch om heen gerangschikt.
Het betreft dus één huis, wat een eenvoudig huis kan zijn, maar vaker ook een herenhuis of soms zelfs een kasteeltje.